# مالكوم شو (مجدف)
مالكوم شو (بالإنجليزية: Malcolm Shaw)‏ هو مجدف نيوزيلندي وأسترالي، ولد في 7 أكتوبر 1947 في واكتاني ‏ في نيوزيلندا، وتوفي في 8 مايو 2014 في Tauranga Hospital ‏ في نيوزيلندا.

## وصلات خارجية
- مالكوم شو على موقع الاتحاد الدولي للتجديف (الإنجليزية)
- مالكوم شو على موقع اللجنة الأولمبية الدولية (الإنجليزية)
- مالكوم شو على موقع أوليمبيديا (الإنجليزية)
- مالكوم شو على موقع اللجنة الأولمبية الأسترالية (الإنجليزية)